# Aphidius alius
Aphidius alius är en stekelart som beskrevs av Muesebeck 1958. Aphidius alius ingår i släktet Aphidius och familjen bracksteklar. Inga underarter finns listade i Catalogue of Life.